# 에디 패터슨
에디 패터슨(Edi Patterson, 1972년 11월 14일 ~ )은 미국의 배우, 성우이다.

## 영화
- 유아 킬링 미 (2015, You're Killing Me)
- 홀리데이 인게이지먼트 (2011년) - 소피 역
- Poolboy: Drowning Out the Fury (2011) - 피터스 역
- 화성은 엄마가 필요해 (2011년)
- 스크루볼 (2010년) - 프란 화이트필드 역
- 철권 (1997년)